# Consejo Superior de la Judicatura
El Consejo Superior de la Judicatura es el órgano Colombiano de 
administración y gobierno de la Rama Judicial de Colombia en aspectos tales como la reglamentación de la ley, la planeación, programación y ejecución del presupuesto, la administración del talento humano a través de la carrera judicial, la elaboración de listas de candidatos a los cargos de magistrado de la Corte Suprema de Justicia y del Consejo de Estado, conformación de ternas para integrar la Comisión Nacional de Disciplina Judicial, adelantar programas de formación y capacitación para los servidores de la Rama Judicial, controlar el rendimiento de los despachos judiciales, fijar la división del territorio para efectos judiciales, ubicar, redistribuir y fusionar despachos judiciales, crear, suprimir, fusionar y trasladar cargos, suministrar sedes y elementos a los despachos judiciales, llevar el control de desempeño de los funcionarios y empleados para garantizar el ejercicio legal de la profesión de abogado.
El Consejo Superior de la Judicatura, está conformado por 6 magistrados. En la actualidad su presidente es el magistrado Jorge Enrique Vallejo Jaramillo y la vicepresidente es la magistrada Mary Lucero Novoa Moreno.

## Características
El Consejo Superior de la Judicatura tiene entre otras, las funciones constitucionales y legales de administrar, dirigir y gobernar la Rama Judicial en Colombia. Está integrado por seis magistrados que son elegidos para un periodo de ocho años. Uno es elegido por la Corte Constitucional, dos por la Corte Suprema de Justicia y tres por el Consejo de Estado.
Mediante las sentencias C-285 y 373 de 2016, la Corte Constitucional de Colombia revisó el Acto Legislativo 02 de 2015 en las que sentenció el cambio de denominación de la Sala Administrativa a Consejo Superior de la Judicatura, retirando del órgano a la Comisión Nacional de Disciplina Judicial, antes llamada la Sala Jurisdiccional Disciplinaria, que pasó a ser una dependencia autónoma e Independiente del consejo encargada de ejercer entre otras, la función jurisdiccional disciplinaria sobre los funcionarios y empleados de la Rama Judicial, en reemplazo de la desaparecida Sala Jurisdiccional Disciplinaria.

## Funciones
Según el articulo 85 Artículo de la Ley 270 de 1996, modificado por el artículo 35 de la Ley 2430 de 2024,   le corresponden al Consejo Superior de la Judicatura ejercer las siguientes funciones:
1. Aprobar los reglamentos necesarios para el eficaz funcionamiento de la administración de justicia. En ejercicio de esta función aprobará, entre otros, los siguientes actos administrativos:
a) Los dirigidos a regular los trámites judiciales y administrativos que se adelanten en los despachos judiciales en los aspectos no previstos por el legislador;
b) El reglamento del sistema de carrera judicial.
c) El reglamento de rendición de cuentas de las Cortes, Tribunales y Juzgados a la ciudadanía y difusión de resultados;
d) El reglamento del registro nacional de abogados y expedir la correspondiente tarjeta profesional, previa verificación de los requisitos señalados por la Ley;
e) El régimen y remuneración de los auxiliares de justicia;
f) El estatuto sobre expensas y costos;
g) El manual de funciones de la Rama Judicial;
h) El reglamento de control interno de la Rama Judicial;
i) El reglamento de las oficinas de atención al usuario y de atención al servidor judicial;
j) Todos los demás actos de carácter general que se encuentren vinculados con las competencias previstas en el artículo 256 de la Constitución, que no tengan reserva de ley y se dirijan a garantizar los fines del gobierno y administración de la Rama judicial;
2. Aprobar el Plan de Transformación Digital de la Rama Judicial y ejecutarlo a través de la unidad que determine.
3. Aprobar el Plan Anticorrupción, ejecutarlo a través de la unidad que determine, hacer seguimiento periódico a su implementación y publicar los resultados en un medio que garantice el conocimiento público.
4. Presentar, por medio de su Presidente, los proyectos de ley relacionados con la administración de justicia, sin perjuicio de la competencia que en esta materia le corresponde a la Corte Constitucional, Corte Suprema de Justicia, al Consejo de Estado.
5. Rendir cuentas, a través de su Presidente, ante el Congreso de la República, los funcionarios judiciales, los empleados de la Rama Judicial y la ciudadanía. El informe anual al Congreso de la República incluirá el cumplimiento de los indicadores señalados en el Plan Sectorial de Desarrollo, el avance de los compromisos a su cargo contenidos en el Plan Decenal del Sistema de Justicia, así como la ejecución de otros instrumentos de planeación adoptados por el Consejo Superior de la Judicatura.
6. Enviar a la Corte Suprema de Justicia y al Consejo de Estado listas de diez (10) candidatos para proveer las vacantes de Magistrados que se presenten en estas Corporaciones.
7. Enviar al Congreso de la República las ternas para la elección de los Magistrados de la Comisión Nacional de Disciplina Judicial.
8. Aprobar la división del territorio para efectos judiciales.
9. Aprobar la división del territorio para efectos de gestión judicial.
10. Autorizar la celebración de los contratos y convenios cuando estos superen la suma de dos mil (2.000) salarios mínimos legales mensuales vigentes.
11. Declarar la urgencia manifiesta para la contratación.
12. Crear, ubicar, redistribuir, fusionar, trasladar, transformar y suprimir Tribunales, las Salas de estos y los Juzgados, así como crear Salas desconcentradas en ciudades diferentes de las sedes de los Distritos Judiciales, de acuerdo con las necesidades de estos. Para el efecto deberá establecer un mecanismo de atención oportuna y eficaz de los requerimientos formulados por los Juzgados y Tribunales, para su correcto funcionamiento.
13. Determinar la estructura y planta de personal de las corporaciones judiciales y los Juzgados. Para tal efecto podrá crear, suprimir, fusionar y trasladar cargos en la Rama Judicial, determinar sus funciones y señalar los requisitos para su desempeño que no hayan sido fijados por la Ley, previo concepto de la Comisión Interinstitucional.
En ejercicio de esta atribución el Consejo no podrá establecer a cargo del Tesoro obligaciones que excedan el monto global fijado para el servicio de justicia en la ley de apropiaciones iniciales.
14. Aprobar el Plan Sectorial de Desarrollo de la Rama Judicial, previo concepto de la Comisión Interinstitucional.
15. Aprobar el proyecto de presupuesto de la Rama Judicial que deberá remitirse al Gobierno nacional, previo concepto de la Comisión Interinstitucional.
16. Aprobar anualmente el Plan de Inversiones de la Rama Judicial, previo concepto de la Comisión Interinstitucional.
17. Establecer indicadores de gestión de los despachos judiciales e índices de rendimiento, lo mismo que indicadores de desempeño para los funcionarios y empleados judiciales con fundamento en los cuales se realice su control y evaluación correspondiente.
18. Realizar, a través de la unidad que este determine, la calificación integral de servicios de los Magistrados de Tribunal, así como llevar el control de rendimiento y gestión institucional de la Corte Constitucional, la Corte Suprema de Justicia, el Consejo de Estado y la Comisión Nacional de Disciplina Judicial.
19. Administrar la carrera judicial a través de la unidad que el Consejo determine.
20. Determinar la estructura orgánica y la planta de personal del Consejo Superior de la Judicatura, la cual incluye la de Dirección Ejecutiva de Administración Judicial y de las demás unidades misionales y de apoyo del Consejo Superior de la Judicatura.
En ejercicio de esta atribución el Consejo no podrá establecer con cargo al Tesoro, obligaciones que excedan el monto global fijado para el servicio de justicia en la ley de apropiaciones iniciales.
21. Designar a los empleados del Consejo Superior de la Judicatura cuya provisión, según la Ley, no corresponda al Director Ejecutivo de Administración Judicial.
22. Hacer seguimiento, a través de sus Magistrados, de la ejecución de las decisiones del Consejo Superior de la Judicatura por parte de la Dirección Ejecutiva de Administración Judicial y las demás unidades misionales y de apoyo del Consejo Superior de la Judicatura, para el efecto estos directores deberán comunicar al Consejo Superior de la Judicatura, cada dos meses o con la periodicidad que se les señale, el estado de avance. Para estos efectos, el Consejo Superior determinará cada cuatro años la división temática entre sus distintos despachos, de manera concomitante con la elaboración del Plan Sectorial de Desarrollo. El ejercicio de esta función no implicará la asunción de funciones de ejecución.
23. Llevar el control del rendimiento y gestión institucional de la Corte Constitucional, de la Corte Suprema de Justicia, del Consejo de Estado, de la Comisión Nacional de Disciplina Judicial y de la Fiscalía General de la Nación.
24. Aprobar el Plan de Formación de la Rama Judicial.
25. Elegir el Presidente del Consejo Superior de la Judicatura.
26. Promover y contribuir a la buena imagen de la Rama Judicial, en todos sus órdenes, frente a la comunidad.
27. Dictar el reglamento interno del Consejo Superior de la Judicatura.
28. Brindar las herramientas necesarias que permitan acceder al contenido de las decisiones y actuaciones judiciales.
29. Garantizar el principio de publicidad a través de los medios virtuales que para tal caso establezca el Consejo Superior de la Judicatura.
30. Formular las listas de candidatos del Registro Nacional de Elegibles que opten por las diferentes sedes de los tribunales superiores, contenciosos administrativos y comisiones seccionales de disciplina judicial a la Corte Suprema de Justicia, al Consejo de Estado y Comisión Nacional de Disciplina Judicial, de conformidad con las normas de Carrera judicial.
31. Cuando lo estime conveniente, establecer servicios administrativos comunes a los diferentes despachos judiciales.
32. Designar al Director de la Escuela Judicial “Rodrigo Lara Bonilla”.
33. Aprobar los reconocimientos y distinciones que se otorguen a los funcionarios y empleados de la Rama Judicial por servicios excepcionales prestados en favor de la administración de justicia (medalla José Ignacio de Márquez).
34. Coadyuvar para la protección y seguridad personal de los funcionarios y de la Rama Judicial.
35. Las demás que determine la Ley.
PARÁGRAFO. El Consejo Superior de la Judicatura deberá publicar en la página web los planes antes señalados, así como los resultados del seguimiento periódico a estos. Igualmente establecerá un mecanismo tecnológico de interacción permanente entre el órgano de administración de la Rama Judicial y los despachos judiciales del país que permita recibir y atender los requerimientos de los funcionarios y empleados judiciales a nivel nacional con eficiencia y eficacia.

## Unidades que hacen parte del Consejo Superior de la Judicatura
- Unidad de Administración de Carrera Judicial - UACJ.
- Unidad de Registro Nacional de Abogados y Auxiliares de la Justicia - URNA.
- Escuela Judicial "Rodrigo Lara Bonilla" - EJRLB.
- Unidad de Desarrollo y Análisis Estadístico - UDAE.
- Centro de Documentación Judicial - CENDOJ.
- Oficina de Asesoría para la Seguridad de la Rama Judicial.
- Oficina de Enlace Institucional e Internacional y de Seguimiento Legislativo.
- Unidad de Auditoria.

## Intento de supresión
El 3 de mayo de 2012, tras una cumbre de poderes convocada por la Presidencia de la República, las tres Ramas del Poder Público de Colombia, acordaron incluir en el proyecto de Reforma a la Justicia la eliminación del Consejo Superior de la Judicatura, y en su lugar creó un Consejo Nacional de Administración Judicial y un Consejo de Disciplina Judicial que lo reemplazaría.
La propuesta fue aprobada por el Congreso de la República, sin embargo, con el hundimiento de la Reforma el 28 de junio de 2012, se hundió también la propuesta de eliminación de esta entidad.
En 2015, se aprobó en el Acto Legislativo 02 o ‘Reforma de Equilibrio de Poderes’ la eliminación de las Salas Disciplinaria y Administrativa del Consejo Superior de la Judicatura, y en su lugar, se aprobó la creación de la Comisión Nacional de Disciplina Judicial y el Consejo de Gobierno Judicial respectivamente.
No obstante, mediante las sentencias C-285 y 373 de 2016, la Corte Constitucional de Colombia revisó el Acto Legislativo 02 de 2015, y determinó el cambio de denominación de la Sala Administrativa a Consejo Superior de la Judicatura, retirando del órgano a la Comisión Nacional de Disciplina Judicial antes Sala Jurisdiccional Disciplinaria, que pasó a ser una dependencia autónoma e independiente.

## Magistrados que integran el Consejo Superior de la Judicatura
| Nombre                           | Elegido por               | Periodo   | Cargo          |
| -------------------------------- | ------------------------- | --------- | -------------- |
| Jorge Enrique Vallejo Jaramillo  | Corte Suprema de Justicia | 2023-2031 | Presidente     |
| Mary Lucero Novoa Moreno         | Consejo de Estado         | 2024-2032 | Vicepresidente |
| Diana Alexandra Remolina Botía   | Corte Constitucional      | 2017-2025 | Magistrada     |
| Claudia Regina Expósito Vélez    | Corte Suprema de Justicia | 2024-2032 | Magistrada     |
| Aurelio Enrique Rodríguez Guzmán | Consejo de Estado         | 2020-2028 | Magistrado     |
| Jorge Luis Trujillo Alfaro       | Consejo de Estado         | 2019-2027 | Magistrado     |

## Histórico presidentes Consejo Superior de la Judicatura[3]
| Año  | Magistrado Presidente                                       |
| ---- | ----------------------------------------------------------- |
| 2025 | Jorge Enrique Vallejo Jaramillo                             |
| 2024 | Diana Alexandra Remolina Botía                              |
| 2023 | Aurelio Enrique Rodríguez Guzmán                            |
| 2022 | Jorge Luis Trujillo Alfaro                                  |
| 2021 | Gloria Stella López Jaramillo                               |
| 2020 | Diana Alexandra Remolina Botía                              |
| 2019 | Max Alejandro Flórez Rodríguez                              |
| 2018 | Edgar Carlos Sanabria Melo                                  |
| 2017 | Martha Lucía Olano de Noguera                               |
| 2016 | Gloria Stella López Jaramillo                               |
| 2015 | Wilson Ruíz Orejuela                                        |
| 2014 | Francisco Javier Ricaurte Gómez                             |
| 2013 | Pedro Alonso Sanabria Buitrago                              |
| 2012 | Ricardo Hernando Monroy Church                              |
| 2011 | Angelino Lizcano Rivera (febrero 2011 hasta enero 2012)     |
| 2010 | Francisco Escobar Henríquez                                 |
| 2009 | María Mercedes López Mora (mayo 2009 a febrero 2010)        |
| 2008 | Hernando Torres Corredor                                    |
| 2008 | Jesael Antonio Giraldo Castaño (Hasta marzo de 2008)        |
| 2007 | Jorge Alonso Flechas Diaz (Hasta 21 de enero de 2008)       |
| 2006 | Hernando Torres Corredor (diciembre 2006 a marzo 2007)      |
| 2006 | José Alfredo Escobar Araujo (Hasta 1º de diciembre de 2006) |
| 2005 | Guillermo Bueno Miranda                                     |
| 2004 | Lucia Arbeláez De Tobón                                     |
| 2003 | Temistocles Ortega Narváez                                  |
| 2002 | Carlos Enrique Marín Vélez                                  |
| 2001 | Fernando Coral Villota                                      |
| 2000 | Gilberto Orozco Orozco (Hasta 15 de marzo de 2001)          |
| 2000 | Amelia Mantilla Villegas                                    |
| 1999 | Julio Cesar Ortiz Gutiérrez (Hasta 15 de marzo de 2000)     |
| 1999 | Rómulo González Trujillo                                    |
| 1998 | Gustavo Cuello Iriarte                                      |
| 1997 | Edgardo José Maya Villazón                                  |
| 1996 | Carlos Villalba Bustillo                                    |
| 1995 | Carlos Villalba Bustillo                                    |
| 1994 | José Alejandro Bonivento Fernández                          |
| 1993 | Pablo Julio Cáceres Corrales                                |
| 1992 | Hernando Yepes Arcila                                       |